# Llop gegant
El llop gegant o llop terrible (Aenocyon dirus) és una espècie de cànid extint de grans dimensions que visqué a les Amèriques i Àsia durant el Plistocè. El jaciment on se n'han trobat més restes és el del Ranxo La Brea, prop de Los Angeles, on n'han aparegut prop de 3.500 esquelets complets. Certes característiques d'aquest jaciment fan pensar que el llop gegant, com molts altres cànids, era un animal social que vivia i caçava en grup.
Fou classificat en el gènere Canis fins al 2021, quan un estudi genètic el traslladà al seu propi gènere, Aenocyon.